# Alessia Vigilia
Alessia Vigilia, née le 1er septembre 1999 à Bolzano, est une coureuse cycliste italienne. En 2017, elle est vice-championne du monde et vice-championne d'Europe du contre-la-montre juniors.

## Biographie
Elle est membre du club Gs Mendelspeck à Laives.
En 2017, elle est deuxième du championnat du monde du contre-la-montre juniors derrière sa compatriote Elena Pirrone.

## Palmarès sur route

### Par année
- 2016
  -  Championne d'Italie du contre-la-montre juniors
  -  Médaillée d'argent au championnat d'Europe du contre-la-montre juniors
- 2017
  -  Médaillée d'argent au championnat du monde du contre-la-montre juniors
  -  Médaillée d'argent au championnat d'Europe du contre-la-montre juniors
  - 2e du championnat d'Italie du contre-la-montre juniors
- 2023
  - Umag Trophy Ladies
  - Tour de Toscane féminin-Mémorial Michela Fanini
  - 2e de La Classique Morbihan
  - 3e du Tour de Bretagne
  - 3e du championnat d'Italie du contre-la-montre
- 2024
  - 2e du Tour de Bretagne

### Résultats sur les grands tours

#### Tour d'Italie
4 participations
- 2022 : 27e
- 2023 : 33e
- 2024 : 77e
- 2025 : 51e

#### Tour d'Espagne
1 participation
- 2024 : 55e

### Classements mondiaux
| Année                                 | 2018 | 2019 | 2020 | 2021 | 2022 | 2023 | 2024 |
| ------------------------------------- | ---- | ---- | ---- | ---- | ---- | ---- | ---- |
| Classement UCI                        | 630e | 383e | 708e | nc   | 536e | 81e  | 261e |
| UCI World Tour                        | 221e | 153e | nc   | nc   | 197e | 203e | 246e |
|                                       |      |      |      |      |      |      |      |
| Légende : nc = non classéSource : UCI |      |      |      |      |      |      |      |